# Saison 2010-2011 des Rapaces de Gap
Autres saisons
Saison précédente Saison suivante
Les Rapaces de Gap disputent la saison 2010-2011 au sein de la Ligue Magnus, l‘élite du hockey sur glace français. Au cours de cette saison, l'équipe termine troisième en saison régulière.

## Contexte
Les Rapaces de Gap doivent confirmer leur retour en Ligue Magnus, après une convaincante 11e place la saison précédente. L’entraineur André Svitac, parti au HC Villars en Suisse a été remplacé par Patrick Turcotte
Victime d’une nouvelle commotion cérébrale en match amical à Valpellice, Michael Beynon décide de mettre un terme à sa carrière sportive avant même le début du championnat. Il n’aura porté les couleurs gapençaises qu’en matchs de préparation et est remplacé par Ryan Jorde. Du côté offensif, il y a également eu un changement de dernière minute. En effet, Mikko Palotie s’est blessé au pied en début de saison et son indisponibilité doit le tenir écarté de la glace pour le reste de la saison. Le 21 octobre 2010, le club annonce son départ. Jesse Uronen, lui aussi finlandais, arrive de Heinolan Kiekko en Mestis pour le substituer. Le 15 février 2011, après 4 mois de convalescence, Mikko Palotie revient à Gap. En effet, toujours lié contractuellement au club, l’attaquant finlandais retrouve la glace lors d’un déplacement chez les champions de France en titre, les Dragons de Rouen.

### Les transferts
| Nom              | Nationalité      | Poste          | Provenance/Destination       | Division         |
| Arrivées         |                  |                |                              |                  |
| Michael Beynon   | Canada           | Défenseur      | Édimbourg Capitals           | EIHL             |
| Rane Carnegie    | Canada           | Attaquant      | Kiekko-Laser                 | Sumoi-sarja      |
| Adrien Fénart    | France           | Gardien de but | Rouen hockey élite 76        | U22 Élite        |
| Ryan Jorde       | Canada           | Défenseur      | Newcastle Vipers             | EIHL             |
| Mikko Palotie    | Finlande         | Attaquant      | Kallinge/Ronneby             | Division 2 Suède |
| Jérémie Paradis  | France           | Attaquant      | Corsaires de Nantes          | Division 2       |
| Thomas Paradis   | France           | Défenseur      | Corsaires de Nantes          | Division 2       |
| Antoine Picot    | France           | Défenseur      | ASG Tours                    | Division 2       |
| Sean Roche       | Canada           | Attaquant      | Chiefs de Garges             | Division 1       |
| Dimitri Thillet  | France           | Attaquant      | Ilves Tampere                | U17 Élite        |
| Patrick Turcotte | Canada           | entraîneur     | États-Unis                   |                  |
| Jesse Uronen     | Finlande         | Attaquant      | Heinolan Kiekko              | Mestis           |
| Justin Vienneau  | Canada           | Défenseur      | Memramcook Air Repair        | ESHL             |
| Départs          |                  |                |                              |                  |
| Patrice Bilodeau | Canada           | Défenseur      | --                           | --               |
| Erik Bochňa      | Slovaquie        | Attaquant      | HC 46 Bardejov               | 1.liga           |
| Jakub Macek      | Slovaquie        | Gardien de but | Alba Volán Székesfehérvár 2  | MOL Liga         |
| Édouard Outin    | France           | Attaquant      | Jokers de Cergy              | Division 1       |
| Trevor Read      | Canada           | Défenseur      | Hull Stingrays               | EIHL             |
| Tomáš Škvaridlo  | Slovaquie        | Attaquant      | HKm Detva                    | 1.liga           |
| Marc Slupski     | France           | Attaquant      | Club olympique Courbevoie    | Division 1       |
| André Svitac     | Pologne & France | Entraîneur     | HC Villars                   | 1re ligue Suisse |
| Sébastien Vidal  | France           | Attaquant      | Diables Rouges de Briançon 2 | Division 3       |

## Composition de l'équipe
Les Rapaces de Gap 2010-2011 sont entraînés par Patrick Turcotte.

### Gardiens de but
| Numéro | Nationalité | Nom            | Attrape | Date de naissance | Lieu de naissance  |
| ------ | ----------- | -------------- | ------- | ----------------- | ------------------ |
| 1      | France      | Adrien Fénart  | G       | 19 janvier 1989   | Fortaleza (Brésil) |
| 33     | France      | Ronan Quemener | G       | 13 février 1988   | Paris (France)     |
|        | France      | Lucas Savoye   | G       | 22 août 1993      | Gap (France)       |

### Défenseurs
| Numéro | Nationalité        | Nom                | Tir | Date de naissance | Lieu de naissance                   |
| ------ | ------------------ | ------------------ | --- | ----------------- | ----------------------------------- |
| 71     | France             | Jérémy Baridon     | G   | 1er décembre 1991 | Gap (France)                        |
| 10     | France             | Alexandre Cornaire | G   | 29 novembre 1982  | Gap (France)                        |
| 2      | Canada             | Ryan Jorde         | D   | 23 mars 1982      | Kelowna (Canada)                    |
| 24     | Slovaquie          | Matúš Luciak       | D   | 24 octobre 1983   | Zvolen (Tchécoslovaquie)            |
|        | France Canada      | Thomas Paradis     | R   | 22 février 1991   | Metz (France)                       |
| 92     | France             | Antoine Picot      | D   | 16 mars 1992      | Montivilliers (France)              |
| 23     | République tchèque | Jakub Suchánek     | G   | 16 novembre 1984  | Tábor (Tchécoslovaquie)             |
| 52     | Slovaquie          | Milan Tekel (A)    | G   | 16 juin 1975      | Liptovský Mikuláš (Tchécoslovaquie) |
| 78     | Canada             | Justin Vienneau    | G   | 20 février 1986   | Oshawa (Canada)                     |
|        | France             | Jérémy Vincent     | D   | 8 janvier 1989    | Gap (France)                        |
| 77     | France             | Romain Vitali      | D   | 19 septembre 1990 | Brou-sur-Chantereine (France)       |

### Attaquants
| Numéro | Nationalité        | Nom                       | Tir | Date de naissance | Lieu de naissance         |
| ------ | ------------------ | ------------------------- | --- | ----------------- | ------------------------- |
| 14     | France             | Mathieu André             | D   | 14 février 1990   | Briançon (France)         |
| 7      | Canada             | Rane Carnegie             | D   | 2 janvier 1985    | Toronto (Canada)          |
| 18     | Canada             | Jean-Charles Charette (A) | G   | 20 avril 1982     | (Canada)                  |
| 91     | France             | Julien Correia            | G   | 14 janvier 1988   | Tours (France)            |
| 97     | République tchèque | Jiří Jelen                | G   | 29 octobre 1977   | Písek (Tchécoslovaquie)   |
| 6      | France             | Romain Moussier (C)       | G   | 18 mars 1977      | Gap (France)              |
|        | Finlande           | Mikko Palotie             | G   | 14 novembre 1985  | Helsinki (Finlande)       |
| 17     | France Canada      | Jérémie Paradis           | G   | 19 septembre 1986 | Perpignan (France)        |
| 69     | France             | Jonathan Piras            | G   | 14 juin 1989      | Gap (France)              |
| 55     | République tchèque | Jiří Rambousek            | G   | 6 décembre 1980   | Tábor (Tchécoslovaquie)   |
| 21     | Canada Royaume-Uni | Sean Roche                | G   | 20 mars 1983      | (Canada)                  |
|        | France             | Bryan Ten Braak           | G   | 24 février 1990   | Dammarie-les-Lys (France) |
|        | France             | Dimitri Thillet           | G   | 28 juillet 1993   | Briançon (France)         |
| 86     | Finlande           | Jesse Uronen              | D   | 16 mars 1986      | Helsinki (Finlande)       |
| 44     | France             | Kévin Zampa               | G   | 14 mai 1988       | Gap (France)              |

## Matchs amicaux
Pour la première fois depuis la création du tournoi en 2006, le trophée des Alpes n’a pas eu lieu. Initialement prévu les 20, 21 et 22 août 2010 à Gap et à Orcières-Merlette et malgré des accords verbaux de clubs français et étrangers, le tournoi a dû être annulé car ces clubs n’ont pas confirmés leur engagement.

## Ligue Magnus

### Saison régulière

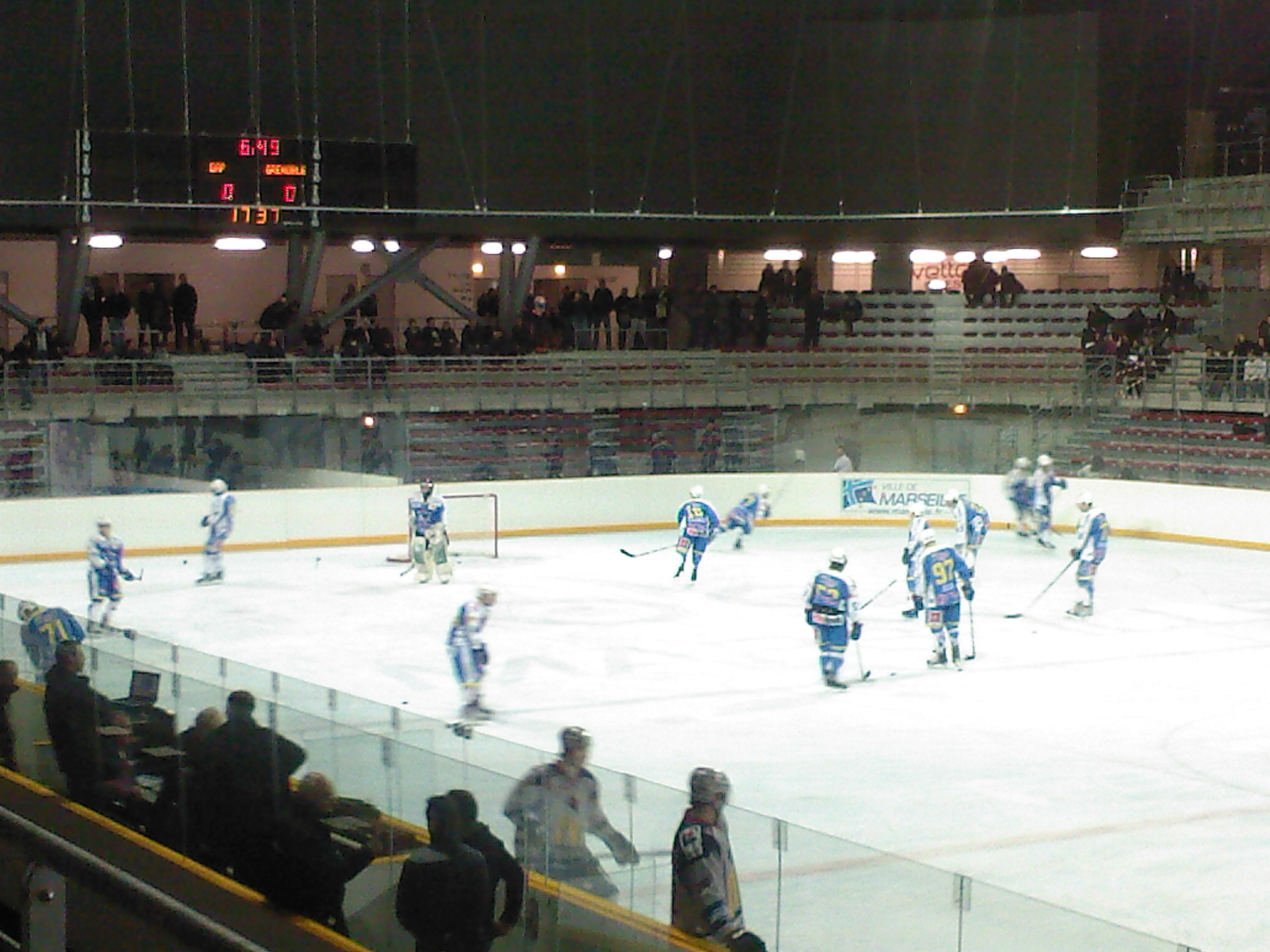
Échauffement des joueurs gapençais avant le match contre Grenoble qui s'est déroulé à Marseille le 26 février 2011

Gap termine troisième de la saison régulière derrière Rouen et Angers. Le dernier match de la saison régulière contre Grenoble s’est déroulé à la patinoire de Marseille.
Match après match

## Séries éliminatoires

### Quart de finale
Le quart de finale oppose Gap (troisième) à Strasbourg (onzième). Les alsaciens remportent la série 3 victoires à 2.
| 8 mars 2011 | Rapaces de Gap | 2-1 (0-0, 1-0, 1-1) | Étoile Noire de Strasbourg | Patinoire Brown-Ferrand 1 312 spectateurs |

| Feuille de match | Feuille de match                                              | Feuille de match    | Feuille de match                          | Feuille de match                    |
| ---------------- | ------------------------------------------------------------- | ------------------- | ----------------------------------------- | ----------------------------------- |
|                  | 31 min 14 s, Correia (J. Paradis) 44 min 44 s, Uronen (Roche) |                     | 43 min 29 s, Franck (Cruchandeau, Marcos) | Arbitrage : Colleoni Barcelo Gielly |
| Ronan Quemener   | Gardiens                                                      | Vladimír Hiadlovský |                                           | Arbitrage : Colleoni Barcelo Gielly |
| 10 min           | Pénalités                                                     | 22 min              |                                           | Arbitrage : Colleoni Barcelo Gielly |
|                  |                                                               |                     |                                           | Arbitrage : Colleoni Barcelo Gielly |

| 9 mars 2011 | Rapaces de Gap | 4-3 (1-0, 1-2, 1-1, 1-0) | Étoile Noire de Strasbourg | Patinoire Brown-Ferrand 957 spectateurs |

| Feuille de match | Feuille de match | Feuille de match    | Feuille de match | Feuille de match                       |
| ---------------- | --- | ------------------- | --- | -------------------------------------- |
|                  | 5 min 11 s, Uronen (Roche, Palotie) SN 38 min 07 s, Jelen (Rambousek, J. Paradis) double SN 41 min 44 s, Rambousek (Tekel, Palotie) 70 min 00 s, Uronen (Tir de fusillade après Prolongation) |                     | 31 min 54 s, Brissette Cayer (Bradley, Mallette) 34 min 04 s, Mallette (Petrilaïnen, Marcos) SN 45 min 17 s, Mallette (Devin, Marcos) | Arbitrage : Bergamelli Courgeon Gielly |
| Ronan Quemener   | Gardiens | Vladimír Hiadlovský | | Arbitrage : Bergamelli Courgeon Gielly |
| 12 min           | Pénalités | 28 min              | | Arbitrage : Bergamelli Courgeon Gielly |
|                  | |                     | | Arbitrage : Bergamelli Courgeon Gielly |

| 11 mars 2011 | Étoile Noire de Strasbourg | 9-2 (2-0, 4-0, 3-2) | Rapaces de Gap | Patinoire Iceberg 1 622 spectateurs |

| Feuille de match    | Feuille de match | Feuille de match                                | Feuille de match                                                 | Feuille de match               |
| ------------------- | --- | ----------------------------------------------- | ---------------------------------------------------------------- | ------------------------------ |
|                     | 17 min 16 s, Dufournet (Tarantino) 19 min 43 s, Brissette Cayer (Tarantino, Cibula) 24 min 01 s, Franck (Cibula) 31 min 27 s, Cibula SN 35 min 34 s, Brissette Cayer (Cibula) SN 38 min 05 s, Tarantino (Burgert) 44 min 52 s, Tarantino (Burgert, Dufournet) 50 min 20 s, Striz (Cesnek, Brissette Cayer) SN 59 min 44 s, Devin (Cesnek, Marcos) |                                                 | 42 min 49 s, Thillet SN 45 min 31 s, Correia (Tekel, J. Paradis) | Arbitrage : Fabre Furet Cregut |
| Vladimír Hiadlovský | Gardiens | Ronan Quemener puis Adrien Fénart à 40 min 00 s |                                                                  | Arbitrage : Fabre Furet Cregut |
| 12 min              | Pénalités | 22 min                                          |                                                                  | Arbitrage : Fabre Furet Cregut |
|                     | |                                                 |                                                                  | Arbitrage : Fabre Furet Cregut |

| 12 mars 2011 | Étoile Noire de Strasbourg | 3-2 (1-0, 1-0, 0-2, 1-0) | Rapaces de Gap | Patinoire Iceberg 1 248 spectateurs |

| Feuille de match    | Feuille de match | Feuille de match | Feuille de match                                                                    | Feuille de match                  |
| ------------------- | --- | ---------------- | ----------------------------------------------------------------------------------- | --------------------------------- |
|                     | 9 min 53 s, Petrilaïnen (Brissette Cayer, Cibula) 34 min 15 s, Tarantino (Marcos, Mallette) 61 min 49 s, Brissette Cayer (Cibula) Prolongation |                  | 55 min 34 s, Rambousek (Tekel, Suchanek) , 59 min 58 s, Rambousek (Jelen, Vienneau) | Arbitrage : Bourreau Furet Cregut |
| Vladimír Hiadlovský | Gardiens | Ronan Quemener   |                                                                                     | Arbitrage : Bourreau Furet Cregut |
| 10 min              | Pénalités | 6 min            |                                                                                     | Arbitrage : Bourreau Furet Cregut |
|                     | |                  |                                                                                     | Arbitrage : Bourreau Furet Cregut |

| 15 mars 2011 | Rapaces de Gap | 4-6 (1-1, 1-2, 1-3) | Étoile Noire de Strasbourg | Patinoire Brown-Ferrand 1 853 spectateurs |

| Feuille de match | Feuille de match | Feuille de match    | Feuille de match | Feuille de match                   |
| ---------------- | --- | ------------------- | --- | ---------------------------------- |
|                  | 4 min 03 s, Cornaire (Roche, Uronen) SN 24 min 19 s, Uronen 30 min 03 s, Suchanek (Jelen) 41 min 01 s, Suchanek (Rambousek) SN |                     | 0 min 20 s, Franck (Brissette Cayer, Cibula) 29 min 48 s, Marcos (Devin, Dufournet) 34 min 41 s, Cibula (Brissette Cayer, Bradley) SN 41 min 51 s, Cibula (Brissette Cayer) 51 min 50 s, Brissette Cayer (Cibula) 59 min 41 s, Brissette Cayer (cage vide) | Arbitrage : Barbez Margry Courgeon |
| Ronan Quemener   | Gardiens | Vladimír Hiadlovský | | Arbitrage : Barbez Margry Courgeon |
| 22 min           | Pénalités | 14 min              | | Arbitrage : Barbez Margry Courgeon |
|                  | |                     | | Arbitrage : Barbez Margry Courgeon |

## Coupe de France
Seizième de finale
| 26 octobre 2010 20:30 | Ours de Villard-de-Lans | 4-3 (1-2, 2-1, 1-0) | Rapaces de Gap | Patinoire André Ravix |

| Feuille de match | Feuille de match                      | Feuille de match | Feuille de match         | Feuille de match |
| ---------------- | ------------------------------------- | ---------------- | ------------------------ | ---------------- |
|                  | Gauthier (x2), Sage Vallier, Diaferia |                  | Vienneau, Zampa, Correia |                  |
| Quemener         | Gardiens                              | Favarin          |                          |                  |
| 12 min           | Pénalités                             | 14 min           |                          |                  |
|                  |                                       |                  |                          |                  |

## Coupe de la Ligue
Les Rapaces de Gap débutent la Coupe de la Ligue dans la poule D avec les Brûleurs de Loups de Grenoble, les Diables Rouges de Briançon et l'Équipe de France junior. Les deux premiers sont ensuite qualifiés pour les quarts de finale.
| Équipe                        | PJ | V | VP | DP | P | BP | BC | Pts |
| ----------------------------- | -- | - | -- | -- | - | -- | -- | --- |
| Brûleurs de Loups de Grenoble | 6  | 5 | 1  | 0  | 0 | 26 | 7  | 11  |
| Diables Rouges de Briançon    | 6  | 4 | 0  | 1  | 1 | 24 | 17 | 9   |
| Rapaces de Gap                | 6  | 2 | 1  | 0  | 3 | 20 | 26 | 6   |
| France U20                    | 6  | 0 | 0  | 0  | 6 | 15 | 35 | 0   |

## Statistiques individuelles
Les statistiques des joueurs en Ligue Magnus et Coupe de la Ligue sont listées dans le tableau ci-dessous. En ce qui concerne les buts marqués, les totaux marqués dans cette section ne comprennent pas les buts des séances de tir de fusillade.

### Gardiens de buts
Nota : PJ : parties jouées, V : victoires, D : défaites, DPr : défaite en prolongation, Min : minutes jouées, Bc : buts contre, Bl : blanchissages, Moy : moyenne d'arrêt sur la saison, B : buts marqués, A : aides, Pun : minutes de pénalité.
Coupe de la Ligue
| Joueur         | Saison régulière | Saison régulière | Saison régulière | Saison régulière | Saison régulière | Saison régulière | Saison régulière | Saison régulière | Saison régulière | Saison régulière | Séries éliminatoires | Séries éliminatoires | Séries éliminatoires | Séries éliminatoires | Séries éliminatoires | Séries éliminatoires | Séries éliminatoires | Séries éliminatoires | Séries éliminatoires | Séries éliminatoires |
| Joueur         | PJ               | V                | D                | DPr              | Bc               | Bl               | MOY              | B                | A                | Pun              | PJ                   | V                    | D                    | DPr                  | Bc                   | Bl                   | MOY                  | B                    | A                    | Pun                  |
| -------------- | ---------------- | ---------------- | ---------------- | ---------------- | ---------------- | ---------------- | ---------------- | ---------------- | ---------------- | ---------------- | -------------------- | -------------------- | -------------------- | -------------------- | -------------------- | -------------------- | -------------------- | -------------------- | -------------------- | -------------------- |
| Adrien Fénart  |                  |                  |                  |                  |                  |                  |                  |                  |                  |                  |                      |                      |                      |                      |                      |                      |                      |                      |                      |                      |
| Ronan Quemener |                  |                  |                  |                  |                  |                  |                  |                  |                  |                  |                      |                      |                      |                      |                      |                      |                      |                      |                      |                      |

Ligue Magnus
| Joueur         | Saison régulière | Saison régulière | Saison régulière | Saison régulière | Saison régulière | Saison régulière | Saison régulière | Saison régulière | Saison régulière | Saison régulière | Séries éliminatoires | Séries éliminatoires | Séries éliminatoires | Séries éliminatoires | Séries éliminatoires | Séries éliminatoires | Séries éliminatoires | Séries éliminatoires | Séries éliminatoires | Séries éliminatoires |
| Joueur         | PJ               | V                | D                | DPr              | Bc               | Bl               | MOY              | B                | A                | Pun              | PJ                   | V                    | D                    | DPr                  | Bc                   | Bl                   | MOY                  | B                    | A                    | Pun                  |
| -------------- | ---------------- | ---------------- | ---------------- | ---------------- | ---------------- | ---------------- | ---------------- | ---------------- | ---------------- | ---------------- | -------------------- | -------------------- | -------------------- | -------------------- | -------------------- | -------------------- | -------------------- | -------------------- | -------------------- | -------------------- |
| Adrien Fénart  |                  |                  |                  |                  |                  |                  |                  |                  |                  |                  |                      |                      |                      |                      |                      |                      |                      |                      |                      |                      |
| Ronan Quemener |                  |                  |                  |                  |                  |                  |                  |                  |                  |                  |                      |                      |                      |                      |                      |                      |                      |                      |                      |                      |
| Lucas Savoye   |                  |                  |                  |                  |                  |                  |                  |                  |                  |                  |                      |                      |                      |                      |                      |                      |                      |                      |                      |                      |

### Joueurs de champ
| Mathieu André         | 21 | 1  | 0  | 1  | 0   | 5  | 0  | 0  | 0  | 0  | 5  | 0  | 1  | 1  | 0  |  |  |  |  |  | 31 | 1  | 1  | 2  | 0   |
| Jérémy Baridon        | 24 | 0  | 0  | 0  | 2   | 5  | 0  | 0  | 0  | 0  | 4  | 0  | 0  | 0  | 2  |  |  |  |  |  | 33 | 0  | 0  | 0  | 4   |
| Rane Carnegie         | 26 | 19 | 18 | 37 | 38  | -- | -- | -- | -- | -- | 6  | 4  | 1  | 5  | 20 |  |  |  |  |  | 32 | 23 | 19 | 42 | 58  |
| Jean-Charles Charette | 26 | 8  | 11 | 19 | 26  | 5  | 0  | 0  | 0  | 4  | 6  | 3  | 3  | 6  | 4  |  |  |  |  |  | 37 | 11 | 14 | 25 | 34  |
| Alexandre Cornaire    | 26 | 1  | 3  | 4  | 30  | 5  | 1  | 0  | 1  | 10 | 6  | 0  | 2  | 2  | 8  |  |  |  |  |  | 37 | 2  | 5  | 7  | 48  |
| Julien Correia        | 25 | 5  | 6  | 11 | 36  | 5  | 2  | 0  | 2  | 2  | 6  | 1  | 4  | 5  | 2  |  |  |  |  |  | 36 | 8  | 10 | 18 | 40  |
| Jiři Jelen            | 26 | 13 | 15 | 28 | 38  | 5  | 1  | 2  | 3  | 4  | 6  | 1  | 1  | 2  | 10 |  |  |  |  |  | 37 | 15 | 18 | 33 | 52  |
| Ryan Jorde            | 22 | 0  | 2  | 2  | 22  | 5  | 0  | 0  | 0  | 2  | 2  | 0  | 0  | 0  | 2  |  |  |  |  |  | 29 | 0  | 2  | 2  | 26  |
| Matus Luciak          | 26 | 0  | 1  | 1  | 40  | 5  | 0  | 0  | 0  | 6  | 6  | 1  | 1  | 2  | 0  |  |  |  |  |  | 37 | 1  | 2  | 3  | 46  |
| Romain Moussier       | 26 | 2  | 10 | 12 | 18  | 5  | 0  | 0  | 0  | 4  | 6  | 1  | 2  | 3  | 12 |  |  |  |  |  | 37 | 3  | 12 | 15 | 30  |
| Mikko Palotie         | 5  | 0  | 1  | 1  | 0   | 5  | 0  | 2  | 2  | 2  | 1  | 2  | 0  | 2  | 0  |  |  |  |  |  | 11 | 2  | 3  | 5  | 2   |
| Jérémie Paradis       | 26 | 7  | 7  | 14 | 22  | 5  | 0  | 3  | 3  | 4  | 6  | 2  | 0  | 2  | 0  |  |  |  |  |  | 37 | 9  | 10 | 19 | 26  |
| Thomas Paradis        | 1  | 0  | 0  | 0  | 0   | -- | -- | -- | -- | -- | 4  | 0  | 0  | 0  | 4  |  |  |  |  |  | 5  | 0  | 0  | 0  | 4   |
| Antoine Picot         | 1  | 0  | 0  | 0  | 0   | -- | -- | -- | -- | -- | 2  | 0  | 0  | 0  | 0  |  |  |  |  |  | 3  | 0  | 0  | 0  | 0   |
| Jonathan Piras        | 14 | 0  | 1  | 1  | 0   | -- | -- | -- | -- | -- | 6  | 0  | 0  | 0  | 0  |  |  |  |  |  | 20 | 0  | 1  | 1  | 0   |
| Jiři Rambousek        | 26 | 18 | 17 | 35 | 14  | 5  | 3  | 2  | 5  | 0  | 6  | 1  | 3  | 4  | 4  |  |  |  |  |  | 37 | 22 | 22 | 44 | 18  |
| Sean Roche            | 26 | 10 | 7  | 17 | 67  | 5  | 0  | 3  | 3  | 12 | 6  | 2  | 1  | 3  | 24 |  |  |  |  |  | 37 | 12 | 11 | 23 | 103 |
| Jakub Suchanek        | 25 | 2  | 7  | 9  | 106 | 5  | 2  | 1  | 3  | 14 | 6  | 1  | 3  | 4  | 24 |  |  |  |  |  | 36 | 5  | 11 | 16 | 144 |
| Bryan Ten Braak       | 2  | 0  | 0  | 0  | 0   | -- | -- | -- | -- | -- | -- | -- | -- | -- | -- |  |  |  |  |  | 2  | 0  | 0  | 0  | 0   |
| Milan Tekel           | 22 | 6  | 9  | 15 | 48  | 5  | 0  | 3  | 3  | 2  | 4  | 1  | 0  | 1  | 0  |  |  |  |  |  | 31 | 7  | 12 | 19 | 50  |
| Dimitri Thillet       | 1  | 0  | 0  | 0  | 0   | 4  | 1  | 0  | 1  | 0  | 2  | 0  | 0  | 0  | 0  |  |  |  |  |  | 7  | 1  | 0  | 1  | 0   |
| Justin Vienneau       | 26 | 1  | 8  | 9  | 38  | 5  | 0  | 1  | 1  | 4  | 5  | 0  | 0  | 0  | 0  |  |  |  |  |  | 36 | 1  | 9  | 10 | 42  |
| Jérémy Vincent        | -- | -- | -- | -- | --  | -- | -- | -- | -- | -- | 2  | 0  | 0  | 0  | 0  |  |  |  |  |  | 2  | 0  | 0  | 0  | 0   |
| Romain Vitali         | 23 | 0  | 1  | 1  | 4   | 4  | 0  | 0  | 0  | 0  | 6  | 0  | 1  | 1  | 2  |  |  |  |  |  | 33 | 0  | 2  | 2  | 6   |
| Jesse Uronen          | 20 | 7  | 12 | 19 | 18  | 5  | 4  | 1  | 5  | 0  | -- | -- | -- | -- | -- |  |  |  |  |  | 25 | 11 | 13 | 24 | 18  |
| Kévin Zampa           | 21 | 0  | 0  | 0  | 0   | 5  | 0  | 0  | 0  | 0  | 6  | 0  | 0  | 0  | 0  |  |  |  |  |  | 32 | 0  | 0  | 0  | 0   |